# Орново (Вармінсько-Мазурське воєводство)
Орново (пол. Ornowo, нім. Arnau) — село в Польщі, у гміні Оструда Острудського повіту Вармінсько-Мазурського воєводства.
Населення — 321 особа (2011).

## Демографія
Демографічна структура станом на 31 березня 2011 року:
|          | Загалом | Допрацездатний вік | Працездатний вік | Постпрацездатний вік |
| -------- | ------- | ------------------ | ---------------- | -------------------- |
| Чоловіки | 159     | 31                 | 119              | 9                    |
| Жінки    | 162     | 30                 | 97               | 35                   |
| Разом    | 321     | 61                 | 216              | 44                   |